# 2014. Мгновения харьковской весны
2014. Мгновения харьковской весны (укр. 2014. Миттєвості харківської весни) — публицистическая книга министра внутренних дел Украины (2014–2021) Арсена Авакова, выпущенная в 2020 году харьковским издательством «Фолио». Автор от первого лица рассказывает о штурме здания Харьковской областной государственной администрации, захваченного пророссийскими сепаратистами и российскими боевиками – Аваков лично руководил разработкой антитеррористической операции в Харьковской области и участвовал в оперативном управлении ее проведением в ночь с 7 на 8 апреля 2014 года. Кроме того, в книге он анализирует причины возникновения пророссийских волнений и массовых акций в Харьковской области и событиях на востоке Украины весной 2014 года.
Книга имеет интерактивный интерфейс – в текст добавлены QR-коды, по которым можно перейти к публикациям СМИ, а также к аудиозаписям переговоров сепаратистов, перехваченным МВД Украины.
Кроме того, в книге опубликован «План по Харькову и области» – документ, перехваченный из электронной переписки пророссийских сепаратистов с российскими кураторами, в котором сформулированы планы путинского режима по захвату Украины: «создание в стратегической перспективе единой пророссийской Украины путем захвата ее областей (начиная с Харьковской) и образование на их территории «народных республик» с их последующей интеграцией в федеральное государство».

## История создания
Книга «2014. Мгновения харьковской весны» написана Арсеном Аваковым, который стал министром внутренних дел Украины после победы Революции Достоинства в Украине в 2014 году.
Аваков был одним из комендантом Евромайдана в Киеве и возглавил МВД Украины в первые послереволюционные дни. Он входил в Совет национальной безопасности и обороны Украины и был одним из политических акторов, принимавшим стратегические решения в первые дни, месяцы и годы российской военной агрессии против Украины.
По словам автора, книга писалась долго и трудно – «потому что я хотел не просто рассказать историю первой победы в гибридной войне, не только передать настроение, нерв тех месяцев, дней и часов, а и осмыслить события в Харькове в контексте общей ситуации в стране, проанализировать сложные внешне и внутриполитические процессы в Украине и вокруг нее».
В период обострения общественно-политической ситуации на востоке страны, массовых акций протеста в областных центрах Юго-Востока Украины и эпидемии захвата пророссийскими сепаратистами административных зданий, решением и.о. Президента Украины Александра Турчинова, глава Службы безопасности Украины Валентин Наливайченко и секретарь СНБО Андрей Парубий были отправлены в Луганск, первый вице-премьер-министр Виталий Ярема — в Донецк, министр внутренних дел Украины Арсен Аваков — в Харьков.
В результате власть в Луганске и Донецке была захвачена сепаратистами и российскими прокси военными формированиями. А Харьков удалось отстоять и вернуть под контроль законного государственного управления.
Арсен Аваков лично участвовал в принятии решения о проведении спецназом МВД штурма захваченного здания Харьковской областной государственной администрации, разработке плана операции и оперативном управлении.
Личные впечатления участника событий, логика принятия решений и сопутствующие события стали основой написания документальной книги.
Кроме того, в распоряжении Авакова, как главы МВД, оказались многочисленные документы, в том числе – переписка по электронной почте и аудиоперехваты пророссийских сепаратистов, которые включены в книгу в исходном виде и являются документальным свидетельством событий. В книгу включена хроника весны 2014 года по сообщениям украинских и российских медиа, воспоминания харьковчан и обширная фотохроника.

## О книге

### Издания
Книга «2014. Мгновения харьковской весны» вышла в издательстве «Фолио» (Харьков) в декабре 2020 года. Книга издана на трех языках: украинском, русском (в аннотации книги: слобожанском), английском. Доступна в бумажном и электронном виде.

### Содержание
Книга является сборником документов и прямой речи участников и очевидцев событий в Харькове и охватывает период с конца февраля по 8 апреля 2014 года.
В книге описывается информационная картину того времени, а также содержится прямая речь харьковчан-очевидцев событий. Это люди, которые в силу своей гражданской позиции и по роду деятельности постоянно находились в эпицентре противостояния в центре Харькова. Прямая речь передана в стилистике каждого автора, без литературной обработки, что передает непосредственные эмоции и чувства героев.
Соавторами книги выступили харьковчане:
- Инна Петрикова — журналист, фотограф, пресс-секретарь 125 батальона 113 отдельной бригады территориальной обороны Харьковской области[20];

- Евгения Левинштейн — волонтер, сооснователь волонтерской организации помощи вынужденным переселенцам «Станция Харьков»;

- Отец Виктор (Маринчак) — настоятель храма Св. Иоанна Богослова ПЦУ[20];

- Алексей Мирер — переводчик, фиксер, в 2014 работал в Харькове с иностранными журналистами[20].

На информационном фоне медиа и эмоциональном фоне очевидцев, читатель знакомится с мемуарами автора. Это откровенный рассказ о его личной оценке ситуации в Харькове в апреле 2014 года, необходимости и мотивах проведения антитеррористической операции, разработке и проведении штурма захваченного сепаратистами и российскими боевиками здания Харьковской областной государственной администрации, итогах. Кроме того, автор дает развернутый анализ общей ситуации на Юго-Востоке страны весной 2014 года, комментирует те события ретроспективно — из 2020 года, на седьмом году войны РФ против Украины, оценивает роль и значение российской прокси армии, которые привели к полномасштабной военной агрессии 24 февраля 2022 года.
Рассказы очевидцев подкрепляются фотохроникой, собранной из фотографий известных харьковских фотографов, сделанных в описываемый период. Все фотографии атрибутированны – по автору, дате, обстоятельствам. Фотовставка состоит из трех тематических блоков, каждый из которых представляет собой цельный рассказ:
- Харьков. Тревожная весна 2014: Евромайдан и антимайдан, портреты участников, лозунги, события;

- Харьков. 1 марта 2014: так называемый «мирный митинг патриотически настроенных харьковчан», который закончился первым штурмом здания Харьковской областной администрации и избиением евромайдановцев;

- Харьков. Весна. Победа: события 6,7,8 апреля 2014 года, последний захват пророссийскими сепаратистами здания ХОГА, попытка объявления «ХНР», штурм здания, задержанные террористы.

Завершает книгу корпус приложений: перехваченные оперативниками МВД Украины электронное письмо, содержащее «План по Харькову и области» и пять аудиоперехватов телефонных разговором террористов. Все аудиоперехваты представлены как в текстовом виде, так и доступны по QR-коду (гиперссылка в электронном формате), который позволяет перейти на YouTube и прослушать оригинал записи.
Книга формулирует ответы на важнейшие вопросы о причинах возникновения пророссийских волнений на Юго-Востоке Украины, о настроениях и общественно-политической ситуации в Харькове, о роли местной власти, о том, почему удалось сохранить контроль украинского государства в Харькове, но не удалось в Донецке и Луганске.

### Структура
Книга «2014. Мгновения харьковской весны» имеет своеобразную структуру и оригинальна наличием интерактивного интерфейса. Кроме того, следует отметить особый прием – все разделы книги сопровождаются цитатами из документа «План по Харькову и области» – перехваченного в результате оперативной работы силами МВД электронного письма, в котором сформулированы планы российских «кураторов» сепаратистов по захвату Харькова и области.
Первый раздел книги — подборка заголовков медиа, подобранных в хронологическом порядке с 24 февраля по 8 апреля 2014 года. В книге представлены материалы как украинских, так и российских СМИ. Каждый заголовок является гиперссылкой в электронном формате или сопровождается QR-кодом в печатном формате, по которым читатель имеет возможность перейти непосредственно к тексту материала.
Второй раздел — сборник воспоминаний четырех харьковчан-очевидцев событий: журналистки Инны Петриковой, переводчика-фиксера, сопровождавшего иностранных журналистов Алексея Мирера, известной общественной деятельницы Евгении Левинштейн и настоятеля храма Св. Иоанна Богослова ПЦУ о. Виктора (Маринчака).
Третий раздел книги — авторский текст, рассказ о событиях, анализ причин и последствий.
Четвертый раздел — фотовкладка, подборка фотографий известных харьковских фотографов: Инны Петриковой, Сергея Козлова, Андрея Мариенко, Вячеслава Мадиевского, Сергея Бобка, и фотографии, сделанные автором, Арсеном Аваковым, сразу после штурма и задержания сепаратистов.
Пятый раздел – шесть приложений:
«План по Харькову и области» — в том виде, в котором документ бы получен в результате оперативной разработки (электронное письмо). В представленных сканах сохранена орфография и пунктуация, кроме того – выделения цветом правок и уточнений – очевидно, это рабочий документ, проходящий этап обсуждения несколькими авторами.
Фрагменты радиоперехватов — в тексте даны скрипты с полной атрибутацией (дата, время, место, участники). Кроме того, по QR-коду можно перейти на оригиналы аудиозаписей с украинскими и английскими субтитрами. На публикацию этих материалов получены официальные разрешения следствия Национальной полиции Украины и Генеральной прокуратуры Украины.
Приложение №1 — полный текст документа «План по Харькову и области» в оригинальном виде, где разными цветами выделены комментарии, замечания и уточнения разных авторов;
Приложение №2 — фрагмент телефонного разговора одного из лидеров «ЛНР» Алексея Мозгового с абонентом Виталием, 22.06.2014, геометка город Лисичанск (Лисичанская ТЭС);
Приложение №3 — фрагмент телефонного разговора боевика «ЛНР» Василия Г. С абоненткой Надеждой. 25.06.2014, геометка город Луганск;
Приложение №4 — фрагмент телефонного разговора одного из основателей «ДНР» Владимира Марковича с абоненткой Натальей Пшеничной и фрагмент телефонного разговора Натальи Пшеничной с сыном Богданом. 29.06.2014;
Приложение №5 — фрагмент телефонных разговоров Романа Корниенко (позывной «Гроза») и абонентов Тихона (позывной «Тихий») и А. Смердова (позывные «Смерть», «Шрам»), боевиков «ДНР». 27.09.2014, геометка город Торез, Донецкая область;
Приложение №6 — фрагмент телефонного разговора Андрея Борисова (позывные «Чечен», «Чех», «Командор»), полковника контрразведки РФ и абонента с позывным «Весна», боевика «ДНР». 06.10.2014, геометка город Донецк.

## Реакция критики
Генерал-полковник милиции Сергей Гусаров, первый заместитель министра внутренних дел Украины (2003—2005), ректор Академии МВД Украины (2008—2010), ректор Харьковского национального университета внутренних дел (2012—2015), народный депутат Украины V и VI созывов, член-корреспондент Национальной академии правовых наук Украины (2010) отмечает, что «Книга «2014. Мгновения харьковской весны» важна и нужна, чтобы не стерлись в памяти те события, чтобы сегодняшние и будущие поколения знали свою историю и берегли свое государство. Место проведения выбрано неслучайно, ведь защита этого здания стала решающей в противостоянии за Харьков как украинский город. В презентации приняли участие руководство облгосадминистрации, облсовета, правоохранительных органов, участники событий, а также соавторы книги. В своих воспоминаниях они вновь вернулись к тем бурным и тревожным дням весны 2014 года. Лейтмотивом звучало: хорошо, что так все закончилось, отстояли Харьков, а, таким образом, и Украину. В завершение презентации автор книги еще раз подчеркнул важную роль в ликвидации в зародыше «ХНР» неравнодушных харьковчан, а также преданных присяге представителей правоохранительных органов. Решающую же роль в завершении антитеррористической операции сыграло спецподразделение «Ягуар». Министр поблагодарил оперативных работников, следователей, работников судебной системы, которые довели это дело до логического завершения. Особенно Арсен Аваков подчеркнул, что благодаря проукраинским настроениям харьковчан план создания «ХНР» был обречен. Автор книги — непосредственный руководитель антитеррористической операции в Харьковской области и освобождения ХОГА, захваченной сепаратистами, — толерантно не подчеркивает своей значимой роли, но все мы понимаем историческую роль в этих событиях нашего земляка — в то и в настоящее время министра внутренних дел Арсена Авакова».
Политолог Киево-Могилянской академии, научный директор Фонда «Демократические инициативы» Алексей Гарань считает, что «выход книжки о событиях 2014-го – очередной сигнал для Зеленского», а также отмечает, что «деятельность Авакова довольно противоречива. Но в 2014 году он сыграл свою позитивную роль. В том числе в создании добробатов, в реакции на «русскую весну» в Харькове. Следует признать, что Аваков тогда сориентировался, как лучше организоваться и дать отпор».
Украинский литературный критик и журналист Константин Родик в своей рецензии в ежедневной информационно-политической газете «Украина молодая» отмечает, что «у Арсена Авакова всегда есть интрига в рукаве. Очередная его книга — о причинах руководящего организационного хаоса первого месяца после Революции достоинства. И о первой победе в российско-украинской войне (которая до Иловайска таковой еще не осознавалась): жесткий штурм Харьковской облгосадминистрации ранним утром 8 апреля 2014-го». Константин Родик пишет, что «тогдашними приоритетами Путина были Харьков, Днепр и Донецк. Возможно, Харьков был даже первым из них — провозгласить в нем столицу «Новороссии», как когда-то «столицу УССР». Днепр, в конце концов, защитил Коломойский; зато Ахметов сдал Донецк. Как ни крути — Харьков спас Аваков. Как бы условно ни звучали такие определения. За всеми этими персонажами - как и, скажем, за Порошенко, тянется шлейф, мягко говоря, негосударственных поступков, но обвинять их в «предательстве» (кроме, разве что, до сих пор фаворитного Рината Леонидовича) — популистский бред. <…> Я не являюсь фанатом Авакова и даже разделяю тревоги аналитиков относительно него. Но в то же время не склонен перечеркивать все сделанное из-за конкретных ситуативных проступков. Конечно, это о мухах и котлетах».